# DEB-Pokal der Frauen 2014
Der DEB-Pokal der Frauen 2014 wurde am 22. und 23. März 2014, dem Wochenende nach Saisonende in Memmingen ausgetragen. Er fand damit zum 13. Male überhaupt seit seiner Einführung und zum 8. Male unter Teilnahme der besten deutschen Frauen-Eishockeymannschaften statt. Im Rahmen des Turniers zum Saisonabschluss fand in Memmingen auch die Ligentagung statt.

## Teilnehmer und Modus
Für das Turnier waren die vier besten Mannschaften der abgeschlossenen Bundesligasaison 2013/14 für das Turnier qualifiziert. In diesem Jahr wurde im Turniermodus mit Halbfinale und Finale gespielt. Die Pokalspiele fanden in regulärer Spielzeit von 3 × 20:00 Minuten statt. Der Gastgeber war gleichzeitig Titelverteidiger.

## Spiele
Halbfinale
| 22. März 2014 13:45 Uhr | ESC Planegg/Würmtal Bettina Evers (11:34) Sophie Kratzer (37:56) Brooke Ammermann (44:21) Ronja Richter (46:25) Monika Pink (59:34) | 5:1 (1:0, 1:1, 3:0) Spielbericht | EC Bergkamener Bären Mona Schneck (25:03) | Memmingen Zuschauer: 162 |

| 22. März 2013 16:45 Uhr | OSC Berlin Laura Kluge (8:32) Anne Bartsch (11:00) Lisa Schuster (33:35) Susann Götz (PS) | 4:3 n. P. (2:1, 1:2, 0:0) Spielbericht | ECDC Memmingen Susanne Fellner (4:28) Miriam Pokopec (34:14) Franziska Busch (38:06) | Memmingen Zuschauer: 197 |

Spiel um Platz 3
| 23. März 2013 10:30 Uhr | EC Bergkamener Bären Valerie Offermann (10:20) Claudia Weltermann (30:14) Kira Kanders (31:00) Emily-Ann Walsh (46:37) | 4:3 (1:1, 2:0, 1:2) Spielbericht | ECDC Memmingen Franziska Busch (11:33) Jacqueline Janzen (43:03) Mary Restuccia (44:49) | Memmingen Zuschauer: 183 |

Finale
| 23. März 2013 13:30 Uhr | ESC Planegg/Würmtal Brooke Ammerman (25:03) Brooke Ammerman (31:48) | 2:6 (0:1, 2:1, 0:4) Spielbericht | OSC Berlin Lisa Schuster (18:32) Stephanie Ramsay (32:58) Nina Kamenik (41:49) Dana Reimann (58:58) Stephanie Ramsay (59:20) Lisa Schuster (59:48) | Memmingen Zuschauer: 142 |

## Kader des Pokalsiegers
| DEB-Pokalsieger OSC Berlin | Torhüter: Mareike Krause, Marie Düsberg Abwehr: Anne Bartsch, Anna Düsberg, Kathrin Fring, Irene Heise, Elena König, Stephanie Ramsay, Dana Reimann, Muriel Scheuerlein Angriff: Lara Fischer, Vanessa Gasde, Susann Götz, Nina Kamenik, Laura Kluge, Emily Nix, Paula Nix, Lisa Schuster Trainer: Johanna Ikonen, Amy Young, Paul Hoth |

## Weblink
- Pokal 2014 auf Pointstreak.com